# Florian Unruh
Florian Unruh (né Kahllund le 7 juin 1993 à Rendsburg en Allemagne) est un archer allemand.

## Biographie
Florian Kahllund participe à ses premières compétitions internationales en 2012. Il remporte sa première médaille internationale majeure en 2014 alors qu'il remporte l'or à l'étape d'Antalya de la Coupe du monde. Plus tard cette même année, il remporte l'or lors des Championnats d'Europe. En 2016, il remporte l'or lors des épreuves de tir à l'arc par équipe homme lors des championnats du monde en salle. L'année, il remporte l'argent lors des épreuves de tir à l'arc par équipe mixte lors des championnats du monde en extérieur.
En septembre 2020, Florian Kahllund épouse l'archère Lisa Unruh, avec laquelle il était en couple depuis 2015. Après son mariage, il prend le nom de sa femme et s'appelle désormais Florian Unruh. Il étudie l'informatique à l'université de Kiel et sert dans la Bundeswehr.

## Palmarès
- Jeux Olympiques[1]
  -  Médaille d'argent à l'épreuve par équipes mixtes aux Jeux olympiques de 2024 à Paris (avec Michelle Kroppen).

- Championnats du monde[1]
  -  Médaille d'argent à l'épreuve par équipes mixtes aux championnats du monde 2017 à Mexico (avec Lisa Unruh).

- Championnats du monde en salle[1]
  -  Médaille d'or à l'épreuve par équipes hommes aux championnats du monde en salle 2016 à Ankara (avec Florian Floto et Carlo Schmitz).

- Coupe du monde[1]
  -  Médaille d'or à l'épreuve individuelle hommes à la coupe du monde 2014 de Antalya.
  -  Médaille d'argent à l'épreuve par équipes hommes à la coupe du monde 2015 de Wrocław.
  -  Médaille de bronze à l'épreuve par équipes hommes à la coupe du monde 2018 de Shanghai.

- Championnats d'Europe[1]
  -  Médaille d'or à l'épreuve individuelle hommes aux championnats d'Europe 2014 d'Echmiadsin.

- Championnats d'Europe en salle[1]
  -  Médaille d'or à l'épreuve par équipes hommes junior aux championnats d'Europe en salle de 2013 à Rzeszów[3].

- Jeux européens
  -  Médaille d'or à l'épreuve individuelle hommes aux Jeux européens de 2023 à Cracovie
  -  Médaille de bronze à l'épreuve mixte par équipes aux Jeux européens de 2023 à Cracovie